# Gambusiini
Gambusini es una tribu de peces de agua dulce perteneciente a la familia poecílidos, distribuidos por ríos de América Central y América del Norte, con solamente la especie Gambusia lemaitrei en América del Sur.

## Géneros
Tiene los siguientes géneros:
- Belonesox Kner, 1860
- Brachyrhaphis Regan, 1913
- Gambusia Poey, 1854